# Buskgropspindel
Buskgropspindel (Entelecara flavipes) är en spindelart som först beskrevs av John Blackwall 1834.  Buskgropspindel ingår i släktet Entelecara och familjen täckvävarspindlar. Arten är reproducerande i Sverige. Inga underarter finns listade.